# Abdoulay Konko
Abdoulay Konko (* 9. März 1984 in Marseille) ist ein französischer ehemaliger Fußballspieler. Sein Vater stammt aus dem Senegal und seine Mutter aus Marokko.

## Karriere
Konko begann seine Karriere in der Jugend von FC Martigues, von wo er 2002 zum italienischen Großklub Juventus Turin verkauft wurde. Die Alte Dame verlieh den Mittelfeldspieler zuerst zum FC Crotone, wo er zwei Jahre spielte und seine ersten Profieinsätze hatte. 2006 ging er zum AC Siena, wo er am 10. September 2006 gegen Chievo Verona sein Debüt in der Serie A gab. Siena gewann mit 2:1 und Konko wurde in der 64. Minute für Luca Antonini eingewechselt.
In der nächsten Saison war Konko beim CFC Genua unter Vertrag. Bei den Genuesen war er Stammspieler und schaffte den Klassenerhalt in der Serie A.
2008 ging es dann nach Spanien. Abdoulay Konko unterschrieb beim FC Sevilla, wo er zum ersten Mal international spielen durfte. Der Franzose spielte im Hinspiel gegen Red Bull Salzburg am 18. September 2008 durch. Sevilla gewann 2:0. Das Debüt in der Primera División gab er am 31. August 2008 gegen Racing Santander. Abermals spielte Konko durch.
Am 21. Januar 2011 wurde bekannt, dass Konko zum CFC Genua wechselt. Im Juli 2011 gab Lazio Rom die Verpflichtung von Konko bekannt.
Im Sommer 2016 wechselte Konko zu Atalanta Bergamo. 2017 beendete er seine aktive Laufbahn.

## Erfolge
- Spanischer Pokalsieger: 2009/10
- Italienischer Pokalsieger: 2012/13